# مجیک ایزو
مجیک ایزو (به انگلیسی: MagicISO) یک نرم‌افزار مشروط کاربردی برای مایکروسافت ویندوز است که امکان ایجاد، ویرایش و رایت فایل‌های ایمیج را می‌دهد. این نرم‌افزار می‌تواند از سی‌دی‌ها یا دی‌وی‌دی‌های کاربر ایمیج گرفته و بر روی هارد دیسک ذخیره کند.

## امکانات
- ایجاد ایمیج از سی‌دی‌ها یا دی‌وی‌دی‌ها
- ویرایش فایل‌های ایمیج
- ایجاد فایل‌های ایمیج بوتیبل
- امکان باز کردن هر نوع فایل ایمیج
- امکان اضافه کردن فایل به فایل‌های ایمیج
- امکان حذف فایل از فایل‌های ایمیج
- امکان تبدیل BIN به ISO و بالعکس
- تبدیل هر گونه فایل‌های ایمیج